# Epd medien
epd medien ist eine deutsche Medienfachzeitschrift, die seit 1949 erscheint und die vom Gemeinschaftswerk der Evangelischen Publizistik herausgegeben wird. Darin enthalten sind Programmanalysen sowie Artikel und Meldungen über die Bereiche Fernsehen, Hörfunk, Presse und Internet, Medienpolitik, Personalien, Werbemarkt und Medienethik. Die Zeitschrift richtet sich nach eigenen Angaben an Mitarbeiter von Rundfunkanstalten, TV-Produktionsfirmen, Fachjournalisten, Medienpolitiker, -rechtler und -wissenschaftler. Ausgewählte Artikel von epd medien werden auch auf der Internetpräsenz veröffentlicht.

## Geschichte
Die Zeitschrift erschien beginnend 1949 unter dem Titel epd/Kirche und Rundfunk. Ab 1997 erschien sie 2-mal wöchentlich unter dem Titel epd medien. Zum Jahreswechsel 2010/2011 gab es einen Relaunch, seitdem die Zeitschrift mit größerem Umfang 1-mal wöchentlich erscheint. Seitdem erscheint zudem mehrfach wöchentlich ein E-Mail-Newsletter. Für das Heft arbeiten drei festangestellte Redakteure.